# 裏移り
裏移り（うらうつり）は、紙等の印刷物を表面の印刷インクやペンのインクがまだ乾いていない状態で複数枚重ね合わせたとき、上側の印刷物の裏面にインクが転写されてしまう現象のこと。
インクが乾ききらない状態で圧力が掛かるような裁断などの作業を行なうと起こりやすい。紙むけを伴う場合はブロッキングと呼ばれる。
また、インクが紙に染み込んでその裏側まで染み出してしまう裏抜け現象のことを裏移り（裏写り）と呼ぶ場合もある。
裏移り、裏抜けどちらにも有効な対策としては速乾性のインクの使用が挙げられるが、インク詰まりなどの原因ともなり扱いには注意が必要である。また印刷においては紫外線などによって固着する特殊なインクを用いる事もある。また、裏移りには紙に染み込み表面が乾きやすい染料系のインクを使用するなどの対策がとられる。逆に「裏抜け」に対しては色素成分が紙の表面にとどまりやすい顔料性のインクの使用が効果的であると考えられる。特に「裏抜け」に関しては、紙質による影響も大きい。